# Карликьой
 Тази статия е за селото с паралелно име Лески в Гърция.  За селото в Република Македония вижте Лески.  
Карлѝкьой или Лески (на гръцки: Χιονοχώρι, Хионохори, катаревуса Χιονοχώριον, Хионохорион, до 1928 Καρλή Κιόι, Карли Кьой) е село в Република Гърция, Егейска Македония, дем Сяр (Серес).

## География
Селото се намира в южните склонове на планината Шарлия (Врондос), на 515 m надморска височина, на 10 километра североизточно от град Сяр (Серес) и на един час пеша югоизточно от Серския манастир.

## История

### Етимология
Според Йордан Н. Иванов името е от турското karlıköy, снежно село. През летните месеци жителите на селото снабдявали Сяр със сняг и лед, които се задържали само там. Жителското име е карлѝкьо̀йченин, карлѝкьо̀йченка, карлѝкьо̀йчене.

### Средновековие
На около километър югозападно от Карликьой, над пътя за Дервешен (Инуса) са останките от ранносредновековната крепост Кули.

### В Османската империя
Според Йордан Иванов старото село се е намирало на североизток в местността Веселе и е било разрушено при османското нашествие.
Старото, изчезнало село се е казвало Кераница (Κεράνιτσα, Κεράνιτζα). В началото на XIX век в Карликьой се заселват власи от Авдела, бягащи от золумите на Али паша Янински.
В XIX век Карликьой е смесено българо-влашко село в Сярската каза на Османската империя. Селото има алтернативно българско име Лески, което е живо до изселването на българското му население. Карликьойци се занимават със земеделие, скотовъдство и кираджийство. Църквата „Свети Безсребреници“ е от началото на XIX век. Според „Етнография на вилаетите Адрианопол, Монастир и Салоника“ в 1873 година в Карле Кьой (Karlé-Keui) има 58 домакинства и 208 жители българи.
В 1889 година Стефан Веркович („Топографическо-этнографическій очеркъ Македоніи“) отбелязва Карли-Кіой като село с 68 български къщи.
Спас Прокопов през 1891 година отбелязва, че селото е „съвсем безводно“, но под него, в местността Карлица, се намира вода, която карликьойци използват за пране и други нужди. Няколко години в селото учителства ученикът на Прокопов Никола Божиев от Карлъково.
В 1891 година Георги Стрезов определя селото като част от Сармусакликол и пише:
| „ | Карликьой, на СИ от града, до един връх от Боздаг, който го отделя от манастира „Св. Иван“. Жителите си минуват само с лозята, които са тук много и дават удовлетворително вино; орна земя няма никак. Около селото са наредени дълбоки ями, в които напластяват снегове през зимата, та ги продават лете в Сяр. Има 45 къщи български и няколко влашки; власите са овчаре. Има и църква. | “ |

Според статистиката на Васил Кънчов („Македония. Етнография и статистика“) в 1900 в Карли Кьой има 480 жители българи християни и 120 власи.
В първото десетилетие на XX век населението на Карликьой е в лоното на Цариградската патриаршия. По данни на секретаря на Екзархията Димитър Мишев („La Macédoine et sa Population Chrétienne“) в 1905 година в Карликьой (Karli-Keuy) има 768 българи патриаршисти гъркомани.
На 21 септември 1908 година гръкоманска банда от селото, съставена от власи и българи патриаршисти напада свои съселяни екзархисти в лозята по време на нощния им сън. Убити са петима, от които три жени, а други двама са ранени. Злодеянието е организирано от местния гръкомански свещеник Георги Харищев, който наскоро след това заявява, че
| „ | докато не бъдат разсипани и последните български къщи, селото не ще миряса. | “ |

Постепенно обаче българските жители на селото се отказват от Патриаршията и приемат върховенството на Екзархията. В 1913 година селото има 100 български къщи, от които само три гъркомански, живеещи в махалите Кукуль и Вароша и 30 власи, обитаващи Краенската махала.
При избухването на Балканската война в 1912 година един човек от Карликьой е доброволец в Македоно-одринското опълчение.

### В Гърция
През войната селото е освободено от части на българската армия, но след Междусъюзническата война Карликьой попада в Гърция. Гръцките власти започват терор над хората с изявено българско съзнание, така например след началото на Междусъюзническата война, българският свещеник в селото е ослепен. През Първата световна война в 1916 година 20 български семейства емигрират в България, а 80 се преселват в съседното село Дервешен и заедно с дервешенци емигрират в България в 1944 година. Бежанци и потомци на бежанци от Карликьой живеят в Сандански, Гоце Делчев, Пловдив и Пазарджик.
В 1913 година селото е присъединено административно към община Везник. В 1923 година става самостоятелна община. От 1927 година започва преселение в съседното Дервешен (Инуса), което към 1967 година е почти пълно.
В 1928 година името на селото е сменено на Хионохорион, в превод снежно село.
| Име                                  | Име              | Ново име      | Ново име      | Описание                                                                                     |
| ------------------------------------ | ---------------- | ------------- | ------------- | -------------------------------------------------------------------------------------------- |
| Маслина                              | Μάσλινα          | Гимни Корифи  | Γυμνή Κορυφή  | възвишение в Шарлия на ЮЮЗ от Карликьой и на С от Субашкьой (434 m)                          |
| Хумища                               | Χούμιστα         | Кокинокорфи   | Κοκκινοκορφή  | местност, от хума, „креда“, от латинското humus чрез гръцкото χώμα, „пръст“, „земя“, „почва“ |
| Кизил Чай                            | Κιζίλ Τσάϊ       | Кокинорема    | Κοκκινόρεμα   | Бродската река на З от Карликьой                                                             |
| Гумища                               | Γκούμιστα        | Стронгилон    | Στρογγυλόν    | възвишение в Шарлия на З от Карликьой                                                        |
| Долен Хавуз                          | Κάτω Χαβούζ      | Като Лекани   | Κάτω Λεκάνη   | местност в Шарлия на С от Карликьой                                                          |
| Горен Хавуз                          | Άνω Χαβούζ       | Ано Лекани    | Άνω Λεκάνη    | местност в Шарлия на С от Карликьой                                                          |
| Спанакли                             | Σπανακλή         | Спанакокорифи | Σπανακοκορυφή | връх в Шарлия на ССИ от Карликьой (1566,9 m)                                                 |
| Скордиум                             | Σκορδιούμ        | Апотомон      | Άπότομον      | връх в Шарлия на ССИ от Карликьой (1725,3 m)                                                 |
| Кара                                 | Καρά             | Мавро Рема    | Μαύρο Ρέμα    | река                                                                                         |
| Гарванова скала или Гарванова скърка | Γκαϊβάνη Γκραίκι | Коракас       | Κόρακας       | скалист склон над Дряново                                                                    |
| Кара Мандра                          | Καρά Μάνδρα      | Маври Стани   | Μαύρη Στάνη   | връх в Шарлия на С от Карликьой (1607,3 m)                                                   |
| Крагьоз гьол                         | Καραγκιόζ Γκιόλ  | Мавромата     | Μαυρομμάτα    | Най-високият връх в Сминица на СИ от Карликьой и на З от Карлъково (1963,1 m)                |
| Боз Даг                              | Μπόζ Ντάγ        | Ксеровуни     | Ξεροβούνι     | връх в Шарлия на СИ от Карликьой и на З от Карлъково                                         |

## Личности
Родени в Карликьой
- Андон Ангелов, македоно-одрински опълченец, 21-годишен, 4 рота на 3 солунска дружина, носител на орден „За храброст“ IV степен[20]
- Константин Драгумов, гъркомански андартски деец[21]
- Наум Митрулов, гъркомански андартски деец[21]